# Andrs
ANDRS (Eigenschreibweise auch ANDERS und auch ANDRSCH; Langbezeichnung Das andere Vorarlberg) ist eine am 22. Juli 2024 gegründete linke offene Bürgerliste in Vorarlberg. Bei der Landtagswahl in Vorarlberg 2024 entfielen auf die Liste 934 Stimmen, das heißt 0,5 % der gültigen Stimmen.

## Politische Ausrichtung und inhaltliche Positionen
ANDRS versteht sich als politisch links-progressiv mit den Schwerpunkten auf Weltoffenheit, moderne Sozial-, Jugend-, Kultur- und realistische Drogenpolitik und sieht sich der Gemeinwohlwirtschaft verpflichtet und der ökologischen Landwirtschaft. Dabei ist insbesondere auch der Schutz der Menschenrechte, der Würde des Menschen im Sinne einer humanen, sozialen und solidarischen Politik sowie das Miteinander von ethnischen, sozialen und kulturellen Minderheiten im Zentrum der Politik der Bürgerliste. Es soll der Wohlstand der Allgemeinheit gehoben werden und alle Menschen am finanziellen und sozialen Wohlstand in Vorarlberg ausreichend teilhaben.
ANDRS sieht die Notwendigkeit, gegen jede Form des Faschismus, Totalitarismus, der Intoleranz, Anarchokapitalismus, Unterprivilegierung und Ausländerfeindlichkeit offen aufzutreten. Im öffentlichen und privaten Bereich soll durch eine assoziative Kommunikationspolitik der Abbau repressiver Strukturen und Mechanismen erfolgen. ANDRS ist nur im Bundesland Vorarlberg tätig.
ANDRS will als Zielgruppe vor allem unentschlossene Wähler und solche ansprechen, die sich von den „etablierten“ Parteien im Landtag nicht vertreten fühlen.

## Geschichte
ANDRS wurde am 22. Juli 2024 als offene Bürgerliste gegründet. Diese Bürgerliste umfasst für die Landtagswahl 2024 in Vorarlberg zwölf unabhängige Kandidaten und die Partei VAU-HEUTE. Gründungsmitglieder dieser offenen Bürgerliste sind: Bernhard Amann, Heinz Allgäuer-Hackl, Rechtsanwalt Anton Schäfer, Konrad Steurer (WANDEL) und Wolfgang Strempfl.
Bernhard Amann trat als Spitzenkandidat der offenen Bürgerliste ANDRS zur Landtagswahl am 13. Oktober 2024 mit dem Anspruch an, den zukünftigen „anderen“ Landeshauptmann von Vorarlberg zu stellen, um die notwendigen Änderungen herbeizuführen, damit Vorarlberg ein Vorzeigeland für Solidarität, Miteinander, Transparenz und Bürgernähe werde. Die anderen Kandidaten sollten ihn dabei in der zukünftigen Landesregierung unterstützen.
Erst am 1. August 2024 wurde mit dem Sammeln der Unterstützungserklärungen begonnen und am 23. August 2024 wurden die notwendigen 400 Unterstützungserklärungen bei der Landeswahlbehörde abgegeben.

## Organisation
ANDRS ist keine Partei, hat keine Parteiorganisation und kein Parteistatut, versteht sich als Hilfsorganisation und bietet Menschen Beratung bei rechtlichen und sozialen Problemen an. Die Bürgerliste finanziert sich über freiwillige Spenden und Beiträgen der Kandidaten.

## Wahlwerbung
ANDRS setzt insbesondere aus ökologischen Gründen auf Wahlwerbung im Internet und in den sozialen Medien. Beim Webseitenauftritt andrs.democrat wird mehrfach darauf hingewiesen, dass aus Datenschutzgründen keinerlei Cookies verwendet werden.
Auf großformatige Plakatwerbung wird gänzlich verzichtet.
Neben Medienauftritten sollen durch direkte Kontakte zu den Bürgern bei öffentlichen Veranstaltungen auf die verschiedenen Themenbereiche von ANDRS eingegangen werden.

## Wahlchancen
Eine erste Analyse zu den Chancen von Kleinparteien bei der Landtagswahl 2024 in Vorarlberg durch VOL.at am 25. August 2024 sieht für ANDRS lediglich „eine gewisse Aufmerksamkeit“. Bernhard Amann gelte „als ‚bunter Vogel‘ in der Vorarlberger Politik“ und laut ORF Vorarlberg als „Politik-Urgestein“. ANDRS erreichte bei der Landtagswahl 2024 rund 0,5 % der Stimmen und verfehlte den Einzug in den Landtag klar (5 % Hürde).

## Kandidaten
Der Spitzenkandidat Bernhard Amann ist Stadtrat in Hohenems (Vizebürgermeister von 2015 bis 2020) und nahm mit den Listen VAU heute bzw. Die Gsiberger bereits an den Landtagswahlen 1999, 2004 und 2009 teil (2009 mit NBZ und KPÖ) sowie als Spitzenkandidat in Vorarlberg für Jetzt – Liste Pilz an der Nationalratswahl 2019.
Insgesamt waren 2024 für dei Landtagswahl zwölf Kandidaten auf der Bezirks- und Landesliste von ANDRS.